# Carolin Führer
Carolin Führer (* 1985 in Cranzahl, Bezirk Karl-Marx-Stadt, DDR) ist eine deutsche Germanistin und Hochschullehrerin an der Eberhard Karls Universität Tübingen.

## Leben
Carolin Führer studierte von 2004 bis 2009 an der Technischen Universität Dresden und der Università degli Studi di Siena. Sie schloss das Studium mit dem ersten Staatsexamen für das Lehramt an Gymnasien in Deutsch, Italienisch, Geschichte und Deutsch als Zweitsprache ab. Sie war Lehrkraft für besondere Aufgaben und wissenschaftliche Mitarbeiterin an der Technischen Universität Dresden und promovierte dort 2012 bei Klaus Schuhmacher und Volker Frederking. 2011 bis 2013 absolvierte sie den Vorbereitungsdienst und das Zweite Staatsexamen im Freistaat Sachsen. Nach einer Assistenz als akademische Rätin an der Bergischen Universität Wuppertal und einem abgelehnten Ruf an die Universität Greifswald wurde sie zur literarästhetischen Rezeption grafischer Literatur im Tenure-Track-Verfahren von der Universität Tübingen positiv endevaluiert. Seit 2020 ist sie Lehrstuhlinhaberin am Deutschen Seminar der Eberhard Karls Universität Tübingen.
Ihre Interessensschwerpunkte liegen in der ästhetischen Rezeption und Bildung (insbes. unter den Bedingungen der Digitalität), Lesen und Schreiben im Kontext von Künstlicher Intelligenz, Erinnerungskulturen und -praktiken, Normativität und Relativität fachlicher Bildung sowie fachspezifische Professionalität und Professionalisierung von Lehrkräften.
Führer lebt mit ihren beiden Söhnen (geboren 2013 und 2017) in Ofterdingen.

## Schriften (Auswahl)
- Transformationen des Deutschunterrichts. Interviewstudien zu Selbstkonzepten, Kultur- und Geschichtsbewusstsein in Ostdeutschland. Wiesbaden 2013, ISBN 3-658-00667-6.
- Die andere deutsche Erinnerung. Tendenzen literarischen und kulturellen Lernens. Göttingen 2016 (Hrsg.), ISBN 978-3-8471-0502-2.
- Autorschaft im Unterricht. Literaturdidaktische Facetten am Beispiel von Interviews. Baltmannsweiler 2018 (Hrsg. gemeinsam mit Jochen Heins), ISBN 3-8340-1877-5.
- Dissonanzen in der Deutschlehrerbildung. Theoretische, empirische und hochschuldidaktische Perspektiven. Münster 2019 (Hrsg. gemeinsam mit Felician Führer), ISBN 3-8309-4047-5.
- Balladen. Didaktische Grundlagen und Unterrichtspraxis. Tübingen 2020, 2. überarbeitete und erweiterte Auflage 2023 (gemeinsam mit Juliane Dube), ISBN 3-8252-5389-9.
- Umbruch – Bild – Erinnerung. Beziehungsanalysen in nationalen und transnationalen Kontexten. Göttingen 2022 (Hrsg. gemeinsam mit Antonius Weixler), ISBN 978-3-8471-1379-9.
- Relativität und Bildung. Fachübergreifende Herausforderungen und fachspezifische Grenzen. Münster 2022 (Hrsg. gemeinsam mit Friedrich Schweitzer, Bernd Tesch, Britta Eiben-Zach, Fahimah Ulfat, Philipp Thomas, Wolfgang Polleichtner, Bernd Grewe, Uwe Küchler; in der Reihe Fachdidaktische Forschungen, Band 15), ISBN 978-3-8309-4541-3.
- Evaluative ästhetische Rezeption als Grundlage literarischen Verstehens und Lernens. Theorie und Empirie. München 2023 (Hrsg. gemeinsam mit Marco Magirius, Christel Meier, Silke Kubik), ISBN 978-3-96848-095-4.
- Relativität und Normativität von Beurteilungen. Fachübergreifende und fachspezifische Analysen. Tübingen 2023 (Hrsg. gemeinsam mit Marco Magirius, Thorsten Bohl, Bernd Grewe, Wolfgang Polleichtner, Fahimah Ulfat), ISBN 978-3-946552-91-8.
- Ästhetische Rezeptionsprozesse in der empirischen Forschung – Ein literaturdidaktischer Strukturierungsversuch. In: Leseforum 1 (2019). S. 1–15. doi:10.58098/lffl/2019/1/663
- How to understand & write literature with AI? Potentiale und Risiken von KI-Tools für literarisches Lesen und Schreiben. In: Medien im Deutschunterricht 1 (2024), S. 1–18. doi:10.18716/OJS/MIDU/2024.1.3 (gemeinsam mit Peter Gerjets)
- Literatur im Netz. Gegenwärtige Herausforderungen ästhetischer Bildung am Beispiel von digitaler Poesie. In: Medien Im Deutschunterricht 1 (2023), S. 1-16. doi:10.18716/ojs/midu/2023.1.3
- ChatGPT als Krisenfaktor des Literaturunterrichts? Herausforderungen durch künstliche Intelligenz und die neue Bedeutung kollektiver literarischer Erfahrung. In: Stetter, Julia / Susteck, Sebastian (Hg.): Literaturunterricht und Krise. Aktuelle Herausforderungen in Welt und Fach. Heidelberg 2025 (= Deutschdidaktik, Band 5). S. 155-169. doi:10.1007/978-3-662-70683-1_8
- „Keiner hier hat noch an die Zukunft geglaubt.“ Gegenstandstheoretische und empirische Sichtungen zum anderen deutschen Gedächtnis im Literaturunterricht. In: Sascha Feuchert, Torsten Mergen, Christian Plien (Hrsg.): Der Deutschunterricht als Gedächtnisagentur. Didaktische Annäherungen an eine spezifische schulische Erinnerungskultur. Berlin 2024. S. 373–391.
- Reception of comics revisited. A revision of gender-based reading practices (at school). In: Journal of Literary Education 5 (2021), S. 94–111. doi:10.7203/JLE.5.20840
- Grafisches Erzählen zwischen subjektiver Involviertheit und genauer Text-Bildwahrnehmung. Zur Rekonstruktion von Rezeptionsherausforderungen im Schreibunterricht der Sekundarstufen. In: Medien im Deutschunterricht 2 (2020). S. 1–21. doi:10.18716/OJS/MIDU/2020.2.9
- mit Bernd Tesch: Gesamtsprachliche Literaturdidaktik? Verhältnisbestimmungen zu klassischen Texten und literarischer Rezeptionsfähigkeit im gegenwärtigen Deutsch- und Fremdsprachenunterricht. In: HeLix 13 (2020), S. 61–81.doi:10.11588/helix.2020.1.77785
- Literarische Interaktionen mit ChatGPT – Kann der Einsatz von Künstlicher Intelligenz zur Entwicklung literarischer Lesehaltungen beitragen? In: Carl, Mark-Oliver; Jörgens, Moritz; Schulze, Tina (Hg:): Literarische Texte lesen – Texte literarisch lesen. Heidelberg 2024. S. 335-368. (zusammen mit Daniel Nix)
- Relativity and normativity as a challenge of subject- matter teaching and learning. In: Research in Subject-matter Teaching and Learning (RISTAL) 1 (2022). S. 93-106. doi:10.2478/ristal-2022-0108 (zusammen mit Bernd Tesch, Dominik Balg, Bernd Grewe)
- Kohärenz in der Lehrerbildung!? Resonanzen und Dissonanzen eines professionstheoretischen Ansatzes für das Fach Deutsch. In: Martin Harant, Uwe Küchler, Philipp Thomas (Hrsg.): Theorien! Horizonte für die Lehrerbildung. Tübingen 2020, S. 85–97. doi:10.15496/publikation-45554 (zusammen mit Felician Führer)
- DeutschlehrerInnen im Spannungsfeld gesellschaftlicher Modernisierungsprozesse. Eine typologische Rekonstruktion individueller didaktischer Konzepte zur Entwicklung (kultur-) historischen Bewusstseins im Literaturunterricht. In: Leseräume 3 (2016), S. 133–146.
- Trauma der Passion. Konfigurationen der Codierung von Liebe als Störung des Selbsts in ‚weiblicher‘ Gegenwartslyrik. In: Schmitt, Angelika / Stahl, Henrieke (Hrsg.): Lyrik und Existenz in der Gegenwart (= Reihe Neuere Lyrik. Interkulturelle und interdisziplinäre Studien, Bd. 15). Berlin 2023. S. 465-482. (zusammen mit Daniele Norberg)